# The Journey (Battlelore)
The Journey è il primo DVD del gruppo musicale gothic metal finlandese Battlelore, lungo 90 minuti, che presenta lo show live al Tavastia Club del 2004. Il concerto è stato pubblicato anche come CD audio.

## Tracce

### DVD
- Live al Tavastia Club

1. Fangorn
2. Sons of Riddermark
3. Buccaneer's Inn
4. The War of Wrath
5. The Mark of The Bear
6. Raging Goblin

- Videoclip

1. Journey to Undying Lands
2. Sons of Riddermark
3. The Grey Wizard

### Contenuti extra
- Dietro le quinte
- Interviste alla band
- Intervista a Kaisa Jouhki
- Intervista a Patrik Mennander
- Photogallery

## Formazione
- Kaisa Jouhki - voce
- Patrik Mennander - voce
- Jussi Rautio - chitarra
- Jyri Vahvanen - chitarra
- Miika Kokkola - basso
- Maria Honkanen - tastiere, flauto
- Henri Vahvanen - batteria